# Mariópolis
Mariópolis ist ein brasilianisches Munizip im Süden des Bundesstaats Paraná. Es hat 6.371 Einwohner (2022), die sich Mariopolitaner nennen. Seine Fläche beträgt 230 km². Es liegt 805 Meter über dem Meeresspiegel.

## Etymologie
Ursprünglich wurde der Ort nach dem gleichnamigen Fluss Rio Veado (deutsch: Hirschfluss) genannt, an dem Hirsche gejagt wurden.  
Später erhielt er den heutigen Namen Mariópolis, um Mário José Fontana zu ehren. Dieser trug als Vertreter der Kolonisierungsgesellschaft viel zur Entwicklung des Munizips bei.

## Geschichte

### Besiedlung
Die Anfänge der Besiedlung sind eng mit der Fazenda São Francisco de Sales verbunden. Diese bestand aus einer ausgedehnten Fläche, die mit Urwald bewachsen war und über einen reichen Bestand an Pinien verfügte. Mit dem Ziel der Kolonisierung kamen nach und nach Pioniere aus Guaporé in Rio Grande do Sul, darunter João Soranzo, Basílio Bordim und João Merlo, auf diese Fazenda.
Der von diesen Pionieren ausgesuchte Ort ist heute die Stadt Mariópolis. Die Fazenda São Francisco de Sales erstreckte sich über das gesamte Gebiet der heutigen Stadt, das zum Munizip Clevelândia gehörte.
Der Staat Paraná baute die Straße PR-5 von Curitiba nach Barracão, die Clevelândia mit dem Südwesten des Bundesstaates verbindet. Sie führt über die Fazenda São Francisco de Sales. Der Bau der erwähnten Straße wurde 1930 auf der Höhe des Rio Pinheiro unterbrochen und erst 1932 wieder aufgenommen, als die Familie Barbosa Rocha in die Region kam und den größten Teil der Ländereien der Fazenda São Francisco de Sales in Besitz nahm.
Im Jahr 1947 vermaßen die Ingenieure Gutierrez und Beltrão die Fazenda São Francisco de Sales. Im Jahr dearauf kamen die Familien Roberto Bier, Bombonato, Câmpara und Galiotto aus Rio Grande do Sul. Zu diesem Zeitpunkt hatte sich bereits ein Siedlungskern gebildet. Die Cia. Clevelândia Industrial e Territorial (CITLA) erwarb einen Teil des Gebiets und begann mit dem Verkauf von Grundstücken (jedes mit 10 Alqueires bzw. 24 Hektar).

### Erhebung zum Munizip
Mariópolis wurde durch das Staatsgesetz Nr. 4.245 vom 25. Juli 1960 aus Clevelândia ausgegliedert und in den Rang eines Munizips erhoben. Es wurde am 28. November 1961 als Munizip installiert.

## Geografie

### Fläche und Lage
Mariópolis liegt auf dem Terceiro Planalto Paranaense (der Dritten oder Guarapuava-Hochebene von Paraná). Seine Fläche beträgt 230 km². Es liegt auf einer Höhe von 805 Metern.

### Vegetation
Das Biom von Mariópolis ist Mata Atlântica.

### Klima
Das Klima ist gemäßigt warm. Es werden hohe Niederschlagsmengen verzeichnet (1891 mm pro Jahr). Im Jahresdurchschnitt liegt die Temperatur bei 18,2 °C. Die Klimaklassifikation nach Köppen und Geiger lautet Cfb.

### Gewässer
Mariópolis liegt im Einzugsgebiet des Iguaçu. Der Rio Pinheiro bildet die nördliche Grenze des Munizips. Er ist ein Quellfluss des Rio Pato Branco, der zum linken Iguaçu-Nebenfluss Rio Chopim fließt.

### Straßen
Mariópolis ist über die PRC-280 mit Pato Branco im Westen und Palmas im Osten verbunden.

### Nachbarmunizipien
| Pato Branco      |                                             |             |
| Vitorino         | Kompassrose, die auf Nachbargemeinden zeigt | Clevelândia |
| Jupiá und Galvão | São Domingos                                |             |

## Stadtverwaltung
Bürgermeister: Mario Eduardo Lopes Paulek, PL (2021–2024)
Vizebürgermeisterin: Solange de Fatima Pressanto Bellan, MDB (2021–2024)

## Demografie

### Bevölkerungsentwicklung
| Jahr | Einwohner | Stadt | Land |
| ---- | --------- | ----- | ---- |
| 1970 | 6.866     | 27 %  | 73 % |
| 1980 | 6.199     | 37 %  | 63 % |
| 1991 | 6.280     | 45 %  | 55 % |
| 2000 | 6.017     | 63 %  | 37 % |
| 2010 | 6.268     | 71 %  | 29 % |
| 2022 | 6.371     |       |      |

Quelle: IBGE, bis 2010: Volkszählungen und Volkszählung 2022

### Ethnische Zusammensetzung
| Gruppe * | 1991    | 2000    | 2010    | wer sich als …                                                                   |
| --- | ------- | ------- | ------- | -------------------------------------------------------------------------------- |
| Weiße | 78,2 %  | 88,0 %  | 67,6 %  | weiß bezeichnet                                                                  |
| Schwarze | 1,7 %   | 2,1 %   | 1,7 %   | schwarz bezeichnet                                                               |
| Gelbe | 0,0 %   | 0,2 %   | 0,0 %   | von fernöstlicher Herkunft wie japanisch, chinesisch, koreanisch etc. bezeichnet |
| Braune | 20,0 %  | 8,4 %   | 30,5 %  | braun oder als Mischung aus mehreren Gruppen bezeichnet                          |
| Indigene | 0,1 %   | 0,4 %   | 0,3 %   | Ureinwohner oder Indio bezeichnet                                                |
| ohne Angabe | 0,0 %   | 1,0 %   | 0,0 %   |                                                                                  |
| Gesamt | 100,0 % | 100,0 % | 100,0 % |                                                                                  |
| *) Das IBGE verwendet für Volkszählungen ausschließlich diese fünf Gruppen. Es verzichtet bewusst auf Erläuterungen. Die Zugehörigkeit wird vom Einwohner selbst festgelegt. |         |         |         |                                                                                  |

Quelle: IBGE (Stand: 1991, 2000 und 2010)

## Wirtschaft

### Kennzahlen
Mit einem Bruttoinlandsprodukt pro Einwohner von 44.042,53 R$ bzw. rund 9.800 € lag Mariópolis 2019 auf dem 53. Platz im obersten Viertel der 399 Munizipien Paranás.
Sein mittelhoher Index der menschlichen Entwicklung von 0,698 (2010) setzte es auf den 243. Platz, das dritte Viertel der paranaischen Munizipien.